# مارا شيرتسينغر
مارا شيرتسينغر (بالألمانية: Mara Scherzinger)‏ هي مغنية وممثلة ألمانية، ولدت في 23 سبتمبر 1989 في ألمانيا.

## وصلات خارجية
- مارا شيرزينغر على موقع IMDb (الإنجليزية)
- مارا شيرزينغر على موقع ألو سيني (الفرنسية)
- مارا شيرزينغر على موقع قاعدة بيانات الفيلم (الإنجليزية)
- مارا شيرزينغر على موقع كينوبويسك (الروسية)